# Liste des cardinaux créés par Grégoire X
Le pape Grégoire X (1271-1276) a créé 7 cardinaux dans 2 consistoires.

## 3 juin1273
- João Pedro Julião, archevêque de Braga
- Guillaume Vicedomino de Vicedominis, archevêque d'Aix
- Bonaventura, O.F.M., général de son ordre
- Pierre de Tarentaise, O.P., archevêque de Lyon
- Bertrand de Saint-Martin, O.S.B., archevêque d'Arles

## 1275
- Giovanni Visconti, neveu du pape
- Teobaldo di Ceccano, O.Cist., abbé de l'abbaye de Fossanova